# Habitatge al carrer Mercadal, 12 (Tremp)
L'Habitatge al carrer Mercadal, 12 és un edifici de Tremp (Pallars Jussà) protegit com a Bé Cultural d'Interès Local.

## Descripció
Es tracta d'un edifici situat entre mitgeres i sobre un pas cobert. L'edifici consta d'una construcció de tres altures, pas inferior i dos pisos. Destaca el pas inferior que comunica el carrer Mercadal amb la Plaça del Mercat, degut a la pròpia estructura i a l'embigat de fusta que conserva. La resta de l'edifici és fruit de reformes contemporànies, amb la façana revestida de morter imitant un parament regular de carreus encoixinats. En el primer pis s'identifica un balcó corregut amb una barana metàl·lica de barrots simples i helicoidals, decorat amb elements florals i una garlada sota el passamà.